# Korea (노래)
KOREA는 징기스칸의 멤버였던 레슬리 만도키(Leslie Mándoki)와 뉴튼 패밀리의 멤버였던 체프레기 에바(Csepregi Éva), 애칭 에바 선(Eva Sun)이 불렀다. 
체프레기 에바(헝가리어: Csepregi Éva 1953년 10월 22일 ~  )는 헝가리의 가수이다.

## 개요
1988년 하계 올림픽의 주제가를 염두에 두고 1987년에 기획 및 발표된 곡이다.

## 커버
여러 가수들에 의해 커버곡으로 발표되었다.
- 소녀대: KOREA (일본, 1988)
- Zeta Wong(黃敏華): KOREA (홍콩, 1988)
- Raja Ema: Mentari Korea (말레이시아, 1988)